# Protosticta gravelyi
Protosticta gravelyi là loài chuồn chuồn trong họ Platystictidae. Loài này được Laidlaw mô tả khoa học đầu tiên năm 1915.